# Batbilarna
Batbilarna (originaltitel Batwheels) är en amerikansk animerad superhjälte- tv-serie för barn som hade premiär den 17 september 2022 på HBO Max. Den hade sin linjära premiär den 17 oktober 2022 på Cartoon Networks förskoleblock Cartoonito. En andra säsong hade premiär den 12 januari 2024 på Max. I oktober 2024 förnyades serien för en tredje säsong. Säsong 3 har premiär någon gång under 2025, på Max.

## Roller

### Batwheels
Bat-familjens fordon väcks till liv av Batcomputern för att bilda "Batwheels", ett team lett av Batmobilen eller "Bam", för att bekämpa brottsligheten i Gotham City.
- Batmobilen / Bam (med röst av Jacob Bertrand ), den osäkra ledaren för Batwheels[3]
- Redbird / Red (med röst av Jordan Reed i säsong ett och Titus Blake i säsong två), Robins bil och den yngsta av Batwheels[3]
- Batgirl Cycle / Bibi (med röst av Madigan Kacmar), Batgirls lilla men impulsiva motorcykel[3]
- Bat Truck / Buff (med röst av Noah Bentley), en godhjärtad monstertruck som fungerar som Batwheels muskel[3]
- Batwing / Wing (med röst av Lilimar ), Batmans sofistikerade och självsäkra supersoniska jetplan[3]
- Batcomputern / BC (med röst av Kimberly D. Brooks ), lagets tränare, handledare, trafikledare och moderfigur[3]
- MOE (med rösten Mick Wingert ), förkortning för Mobile Operation Expert, är Batmans godhjärtade men sarkastiska robotmekaniker[3]

### Bat-Familjen
- Bruce Wayne / Batman (med röst av Ethan Hawke ), en vigilante som opererar i Gotham City och fadersfigur för Batwheels[4] Hawke tackade tidigare nej till rollen i Joel Schumachers Batman Forever.[5]
- Duke Thomas / Robin (med röst av AJ Hudson), en mysterieälskande medlem av Fladdermusfamiljen som vill bevisa sig själv i Batmans ögon[4]
- Cassandra Cain / Batgirl (med röst av Leah Lewis ), en våghalsig teknikkunnig medlem av Bat-familjen, som fungerar som en "storasyster"-figur i gruppen[4]
- Oliver Queen / Green Arrow (med röst av MacLeod Andrews ), en bågskytt från Star City och en vän till Batman[4]
- Dick Grayson / Nightwing (rösten av Zachary Gordon ), en superhjälte som brukade bekämpa brott med Batman men som för närvarande bekämpar brott i olika städer

### Zoomlegionen
- Badcomputer (med röst av SungWon Cho ), en AI-datorprogramvara inuti en resultattavla och tillfälligt i en tv som vill ersätta Bat Computer som den kraftfullaste datorn på jorden[6]
- Crash (med röst av Tom Kenny ), Badcomputers kraschdummy-liknande robotundersåte[6]
- Prank (med röst av Griffin Burns), Jokers roliga och skämtsamma skåpbil[6]
- Jestah (rösten är Alexandra Novelle), Harley Quinns roliga fyrhjuling[6]
- Ducky (med röst av Ariyan Kassam), Pingvinens busiga anka på ett båtfordon med hjul[6]
- Quizz (med röst av Josey Montana McCoy ), Riddlers frågesportsälskande helikopter[6]
- Snowy (med röst av Xolo Maridueña ), Mr. Freezes elaka men snälla snökrypare som också är Buffs vän[6]

### Skurkarnas galleri
- Jokern (med röst av Mick Wingert), Batmans ärkefiende och den självutnämnda "Clownprinsen av brott"[7]
- Harleen Quinzel / Harley Quinn (med röst av Chandni Parekh), Jokers partner-in-crime och flickvän[7]
- Oswald Cobblepot / Pingvinen (med röst av Jess Harnell ), en elegant pingvinliknande brottsling[7]
- Edward Nigma / Gåtan (med röst av SungWon Cho), en gåtbesatt brottsling[7]
- Victor Fries / Mr. Freeze (med röst av Regi Davis), en superskurk med istema och mekanisk kostym[7]
- Selina Kyle / Catwoman (röst av Gina Rodriguez ), en inbrottstjuv med katttema[7]
- Pamela Isley / Poison Ivy (med röst av Kailey Snider), en skurk med växttema[8]
- Jack Nimball / Leksaksmannen (med röst av James Arnold Taylor ), en leksaksliknande skurk som också är en fiende till Stålmannen[7]
- Edgar Heed / Egghead (med röst av Maurice LaMarche ), en skurk med äggtema.
- Clayface (rösten av Chad Kroeger ), en lerklump med ett hjul på sin högra axel och ett fyrkantigt stålrör på sin vänstra axel, han bär en vit-rosa keps och polistejp på kroppen. Clayface är en pinne på en rostig sporthjul med ett blått fyrkantigt ljus.
- Kryddkungen (rösten av Mick Wingert)
- Musikmästare (med röst av Andy Sturmer )
- Kung Tut (rösten är Wayne Knight )

### Gotham Guardians
- Kitty (röstad av Kinza Khan), Catwomans lekfulla kattbil
- Goldie (röstad av Chandni Parekh), Green Arrows pilplan som är Batwings flygande vän
- Nightbike (uttryckt av Nick Fisher), Nightwings motorcykel
- Grundy (uttryckt av Fred Tatasciore ), en monstertruck i dumptruckstil

### Övriga
- ADAM (rösten av Adam West med arkiverad dialog), Batmans tidiga Batmobile.
- John Stewart / Green Lantern (rösten av Todd Williams ), en av Batmans lagkamrater i Justice League.
- Ray Palmer / The Atom (rösten av Dee Bradley Baker ), en av Batmans lagkamrater i Justice League.

## Svensk version
- Dialogregissör: Daniel Sjöberg, Fredrik Hiller
- Översättare: Lisa Linder
- Mixtekniker:  Björn Karlsson, Deluxe London
- Inspelningstekniker: Morgan Elfving, Robin Rönnbäck, Christian Jernbro, Johan Lejdemyr
- Dubbstudio: Iyuno[9]